# Ducos
Ducos – miasto na Martynice (departamencie zamorskim Francji); 18 tys. mieszkańców (2006). Przemysł spożywczy, włókienniczy.